# Kraft zu Hohenlohe-Oehringen
Kraft Hans Konrad Fürst zu Hohenlohe-Oehringen (Breslau, 11 januari 1933) is de 8e vorst van Hohenlohe-Oehringen, 5e hertog van Ujest en als oudste telg wordt hij aangeduid als Fürst-Senior van het gezamenlijke Huis Hohenlohe.

## Biografie

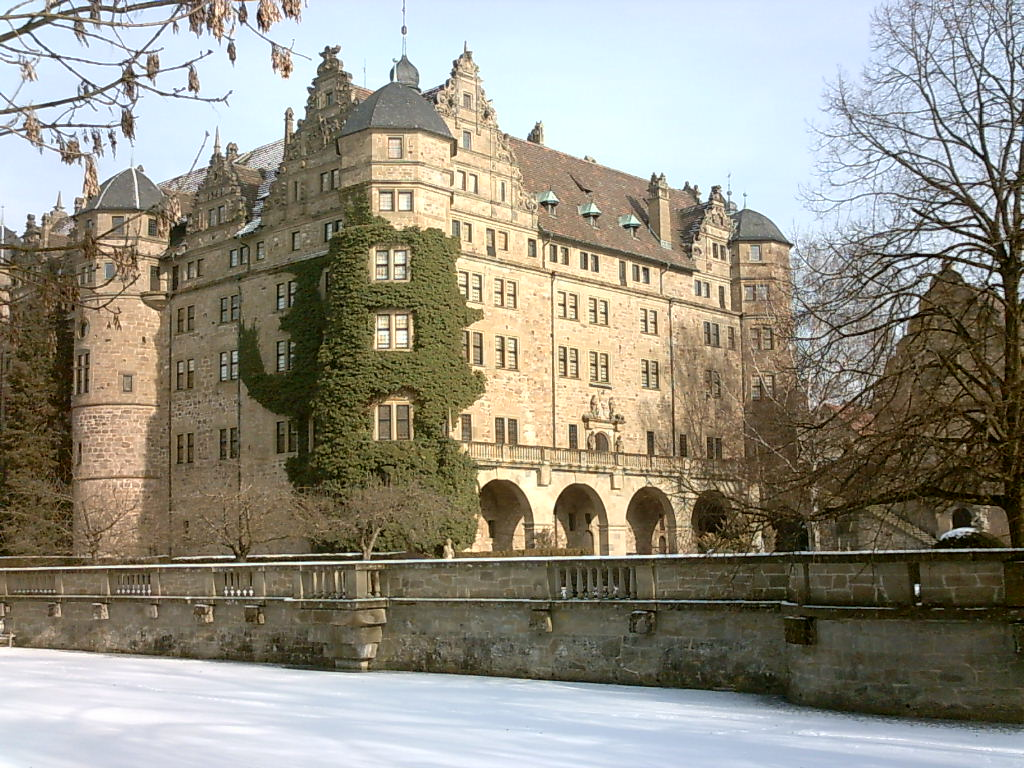
Schloss Neuenstein

Hohenlohe is een telg uit het hoogadellijke geslacht Hohenlohe, tak Hohenlohe-Oehringen, en een zoon van August zu Hohenlohe-Oehringen (1890-1962), 7e vorst van Hohenlohe-Oehringen, 4e hertog van Ujest, enz. en diens tweede echtgenote Valerie von Carstanjen (1908-1979). Hij trouwde in 1959 met Katharina von Siemens (1938), dochter van Peter von Siemens (1911-1986), voorzitter van de Raad van Commissarissen van het familiebedrijf Siemens AG, met wie hij drie kinderen kreeg, onder wie de Erfprins Kraft zu Hohenlohe-Oehringen MBA (1966). Zijn oudste kind en dochter Margarita Prinzessin zu Hohenlohe-Oehringen (1960-1989) trouwde met Karl-Emich Prinz zu Leiningen (1952).
Op 2 augustus 1962 volgde Hohenlohe zijn vader op als vorst, hertog en hoofd van de tak Hohenlohe-Oehringen. Daarnaast voert hij als hoofd van deze tak ook nog onder andere de titel van graaf van Gleichen en het predicaat Doorluchtigheid.
Hohenlohe bewoont met zijn gezin Schloss Neuenstein in Neuenstein (Hohenlohe) dat door erfenis in 1805 in deze tak van het geslacht kwam.